# 超酸化ルビジウム
超酸化ルビジウム(Rubidium superoxide)は、化学式RbO2の無機化合物である。酸化状態としては、負電荷を持つ超酸化物と正電荷を持つルビジウムが(Rb+)(O2-)という構造を形成している。

## 化学
ルビジウムを酸素ガスにゆっくりと曝露することで生成する。
Rb(s)  + O2(g)  →  RbO2(s)
他のアルカリ金属超酸化物と同様に、結晶は液体アンモニア中でも成長する。
280-360℃の間で熱分解すると、三酸化二ルビジウム(Rb2O3)ではなく、過酸化ルビジウム(Rb2O2)が残る。
RbO2 (s) → 1/2 R2O2(s) + 1/2 O2(g)
オゾン化ルビジウムのような、さらに酸素の割合の高い化合物も、超酸化ルビジウムを用いて作ることができる。

## 性質
結晶構造は、正方晶系の炭化カルシウムと似ているが、ヤーン・テラー効果のために歪みがより大きく、結晶構造の対称性が低くくなっている。
乾燥空気中で安定だが、吸湿性が非常に高い。
磁性がp殻に内因的に由来する例として研究されてきた。常磁性のモット絶縁体になると予測されている。また低温では、ネール温度15Kで、反強磁性に遷移する。